# Bindevæv
Bindevæv er et stærkt og elastisk materiale, som ligger mellem kroppens væv og organer, hvor det stiver kroppen af, giver den form, og holder sammen på andre væv og organer. Bindevæv består af celler, tråde og grundsubstanserne vand, salte, proteiner og kulhydrater. Hud, ledbånd, sener og hinder omkring muskler og knogler er bindevævsdannelser. 
Ved opheling og genopbygning efter skader på bl.a. hud, muskler, sener, ledbånd og ledkapsler kan der dannes arvæv, som ligeledes er bindevævsdannelser.
Bindevæv er et af kroppens fire primære væv, der udgøres af muskel-, nerve-, epithel- og bindevæv, og er karakteriseret ved store intercellulære rum, som indeholder ekstracellulært materiale. Bindevæv kan opdeles i undertyper, der bl.a. omfatter løst bindevæv, fibrøst bindevæv og fedtvæv.
Brusk-, ben- og blodvæv er også klassificeret som bindevæv, idet der er meget plads mellem cellerne og meget ekstracellulært materiale mellem dem.